# Capacità portante dell'ambiente
La capacità portante dell'ambiente è la capacità di un ambiente e delle sue risorse di sostenere un certo numero di individui.

## Il concetto
Argomento di studio nelle più svariate discipline, è importante per valutare l'evoluzione temporale di una specie in diretta relazione ai fattori limitanti del territorio in cui vive, che possono essere:
- fattori limitanti di tipo chimico; (variazione di ossigeno, alterazione del ph, ecc.)
- fattori limitanti di tipo fisico; (variazioni della temperatura, della luce, ecc.)
- fattori limitanti di tipi biologico; (presenza di predatori, scarsità di cibo, ecc.)

Solo un numero definito di individui può vivere in un certo ambiente con a disposizione risorse limitate; superare la capacità portante può condurre anche all'estinzione della specie.
Il concetto di capacità portante dell'ambiente risale agli anni cinquanta-sessanta, ma non ebbe molto successo perché era legato a calcoli matematici non semplici da comprendere. Molti studiosi hanno cercato di semplificare questi calcoli e di provare a comprendere quale sia la reale capacità di un determinato ambiente oggetto di studio, come per esempio lo statistico belga, Pierre François Verhulst, il quale partì dal presupposto (alquanto intuitivo e peraltro osservato in numerosi studi su popolazioni animali) che un certo numero di individui inizialmente tenda a crescere in modo esponenziale, grazie alle abbondanti risorse offerte dal territorio, ed in seguito, giunti al sovraffollamento, la natalità diminuisca e la mortalità aumenti, fino a tendere al valore K di equilibrio del modello (K rappresenta proprio la capacità portante).
Sulla base di questa ipotesi provò a descrivere il fenomeno attraverso un'equazione differenziale del primo ordine (compare solo la derivata prima della funzione incognita), non lineare (il secondo membro è somma di un termine quadratico nella funzione incognita, e di un termine noto), a coefficienti costanti (i coefficienti r e K sono indipendenti da t), non omogenea (il termine noto q è in generale diverso da zero).
L'equazione è la seguente:
{\displaystyle {\frac {\operatorname {d} N}{\operatorname {d} t}}=\operatorname {r} N(t)\left(1-{\frac {N(t)}{\operatorname {K} }}\right)+\operatorname {q} }

Si può arrivare ad un'espressione risolutiva dell'equazione scritta sopra (ipotizzando q=0), ovvero:
{\displaystyle {\operatorname {N} (t)}={\frac {N(0)\operatorname {k} }{N(0)-(N(0)-k){^{-r(t-t(0))}}}}}

Quest'espressione è studiata in funzione dei diversi valori N(0) della popolazione iniziale:
- se 0<N(0)<K La popolazione è al di sotto del valore di capacità portante, quindi si verificherà un aumento dell'attività riproduttiva e un abbassamento dell'età fertile.: Strategia r
- se N(0)=K N(t)=K per ogni t. La popolazione è in uno stato di equilibrio.
- se N(0)>K La popolazione supera la capacità portante, da cui deriva una diminuzione della natalità, un aumento dell'età fertile, una maggiore competizione fra gli individui.: Strategia K

Altri modelli di evoluzione della popolazione che tengono conto della capacità portante dell'ambiente sono:
- Il modello di Gompertz;

```
dN/dt=-r*N(t) log(N(t)/K)
```

- Il modello di Bertalanffy;

```
dN/dt=r*N(t)^(n)-Kd*N(t)
```

- Il modello di Richards;

```
dN/dt=(r/n)*N(t)*[1-(N(t)/K)^n]
```

Il modello più adatto ad essere utilizzato per fare una buona valutazione futura è sempre quello che meglio riesce ad interpolare i dati che abbiamo sul passato della popolazione.
I limiti della capacità di carico di un territorio non sono fissi, ma possono estendersi con l'apporto di nuove tecnologie in grado di aumentare la capacità produttiva di quell'ambiente. 
Questo ha portato a Paul R. Ehrlich a sviluppare l'equazione {\displaystyle IPAT} e cioè:
{\displaystyle I=P\times A\times T}
dove:
- {\displaystyle I} è l'Impatto sull'ambiente causato dal consumo,
- {\displaystyle P} è la popolazione,
- {\displaystyle A} è il consumo pro-capite (affluenza),
- {\displaystyle T} è il fattore della Tecnologia.

Un territorio, inoltre, può far fronte al deficit causato dalla sovrappopolazione e dalla scarsità di risorse attraverso il commercio e l'importazione di quelle risorse da altri territori.
Stiamo assistendo però oggi ad una forte crescita della popolazione umana dovuta in buona parte al progresso che ha portato l'uomo a modificare l'ambiente a proprio vantaggio, distruggendo interi ecosistemi e portando all'estinzione di varie specie animali.
Potrebbe accadere che la capacità portante della Terra diminuisca a causa dell'inquinamento prodotto portando al collasso della specie umana.
Inoltre si è arrivati ad un netto superamento del numero di individui sopportabili dall'ecosistema terrestre; le risorse perciò scarseggiano, basti pensare che 1/3 delle persone nel mondo non possiede cibo a sufficienza e alcune fondamentali materie prime sono in via di esaurimento.
Steven A. LeBlanc spiega come la popolazione umana, ogni qual volta si sia trovata a superare la capacità portante della Terra, è ricorsa alle guerre per assicurarsi le risorse. La differenza rispetto al passato è che ci troviamo in un'epoca storica in cui l'uomo ha anche i mezzi per ritrovare l'equilibrio senza dover ricorrere a conflitti.
L'economia ecologica studia modelli di sviluppo coerenti con una sostenibilità ambientale e uno sviluppo della persona.

## Capacità portante ricreativa
Successivamente agli studi citati sopra, altri studi più orientati alla gestione economica dell'ambiente e meno alla gestione ecologica, hanno utilizzato metodi più qualitativi e partecipativi per limitare a priori attività che avrebbero potuto intaccare il paesaggio, quindi non più carrying capacity ma recreational carrying capacity.
Aprendo alla partecipazione della comunità si deve inevitabilmente considerare il fatto che la natura umana è variabile, cioè possono cambiare le attività che le persone fanno e, di conseguenza, cambia anche la capacità portante di quell'ambiente.
Nel processo partecipativo una componente fondamentale è il grado di soddisfazione dei turisti o comunque degli abitanti del luogo.
Il primo a sviluppare il concetto di capacità portante ricreativa fu Wagar, il quale propose 3 punti fondamentali:
1. la CP non è una caratteristica posseduta a priori da una determinata zona, non è un valore assoluto;
2. la CP dipende dalla percezione degli abitanti e può essere definita in base a determinati obbiettivi di gestione;
3. la CP dipende anche dalla necessità di limitare determinate funzioni quali la zonizzazione, la persuasione e la gestione delle risorse biologiche.

Queste considerazioni hanno portato ad un'espansione del significato di capacità portante, evidenziando che i valori umani sono centrali all'interno del concetto di CP.
Definire la Capacità portante, quindi, significa prendere decisioni a priori su cosa dovrebbe essere fatto a priori su una determinata zona: che tipo di attività ricreative dovrebbero essere offerte, quali condizioni dovrebbero essere mantenute e come dovrebbero essere gestite le attività che vengono proposte.

## Capacità portante in ambiente marino
In ambiente marino le ricerche effettuate hanno evidenziato il concetto di capacità portante soprattutto nei confronti di una delle maggiori attività ricreative, che ha degli effetti negativi sull'ambiente: l'immersione con autorespiratore.
Venne effettuata una ricerca nel parco marino delle Bonaire nelle Antille olandesi(parco fondato nel 1979 con il contributo della WWF olandese, all'interno del quale è vietata la pesca subacquea). Lo studio venne portato avanti, parallelamente, in due modi differenti: attraverso un questionario e attraverso l'esperienza diretta. Gli studi mostrano che copertura e ricchezza sono molto basse lungo i punti di ormeggio mentre aumentano man mano che ci si allontana da essi.
Confrontando zone impattate con zone di controllo, gli studiosi riportarono una diversità maggiore per le zone impattate.
Basandosi però sulle interviste, notarono che in alcuni siti l'impatto dei subacquei era maggiore di un livello di 'soglia': oltre questo livello, l'attività subacquea aveva un impatto eccessivamente dannoso.
Si arrivò così a capire che l'identificazione dei livelli soglia di stress e, successivamente, la determinazione della capacità portante, sono due aspetti fondamentali per lo sviluppo di strategie in gestione di capacità in ambiente marino.
Dixon sviluppò un modello matematico molto semplice(in una sola variabile) che mette in relazione la densità dei subacquei e il livello soglia di stress, con lo scopo di verificare se questo può essere modificato per esempio, attraverso l'attività di gestione. Nonostante questo però, bisogna considerare il modello molto esemplificativo in quanto il livello di soglia non si può misurare attraverso una sola variabile e le misure possono variare a seconda della percezione di ogni singola persona.
La CP di un sito può essere innalzata aumentando la 'consapevolezza ambientale' dei subacquei: questo dovrebbe far diminuire l'attività dannosa. Si può attuare questa 'strategia' o attraverso l'educazione ambientale oppure allontanando i subacquei meno esperti dai siti più delicati.
Una corretta e precisa stima della CP per le immersioni può limitare di molto il deterioramento dell'ambiente marino circostante.

## Capacità portante e percezione
È molto importante avere un'educazione ambientale. Secondo Wagar, la Capacità Portante dipende dalla percezione della gente e può essere definita secondo alcuni obbiettivi di gestione.
È stato condotto uno studio in quattro zone protette dei Caraibi dove era presente la barriera corallina, che aveva come finalità l'aumento delle attività economiche del luogo attraverso l'incentivazione del turismo. 
Si è cercato, perciò, di ottenere pareri sia dai visitatori, che dai subacquei del luogo, su quali fossero le caratteristiche principali che secondo loro non dovevano mancare nel luogo marino di studio: per i subacquei l'oggetto di maggiore interesse erano, ovviamente i pesci. Dopo aver verificato ciò, gli studiosi hanno visto che c'era un'enorme differenza (sia di numero che di varietà) di pesci tra le zone protette e quelle 'libere'.
Quindi se le zone protette vengono aumentate e vengono fatti rispettare i divieti che vi sono, i turisti possono ammirare maggiormente il paesaggio marino: ciò non può che portare all'aumento di turisti e, di conseguenza, a un miglioramento dell'economia nazionale.